# Artère métacarpienne palmaire
Les artères métacarpiennes palmaires (ou artères interosseuses antérieure de la main) sont quatre artères des quatre espaces inter-métacarpiens.

## Origine
Les artères métacarpiennes palmaires naissent de la convexité distale de l'arcade palmaire profonde.

## Trajet
Les artères métacarpiennes palmaires prennent un trajet distal au-dessus des muscles interosseux palmaires.
Elles s'anastomosent avec les artères digitales palmaires communes via les rameaux perforants de l’arc palmaire profond.
Elles irriguent chaque espace inter-métacarpien et les loges palmaires moyenne et de l'éminence thénar.